# Preußisches Ministerium der öffentlichen Arbeiten
Das Ministerium der öffentlichen Arbeiten war ein Ministerium in Preußen. Es bestand von 1878 bis 1921.

## Geschichte
In der Regierung des Königreichs Preußen trennte Otto von Bismarck vom Ministerium für Handel, Gewerbe und öffentliche Arbeiten am 17. April 1878 das Ministerium der öffentlichen Arbeiten ab. Letzterem unterstanden vor allem die staatliche Bauverwaltung, das Eisenbahnwesen und die Wasserstraßen. Mit den Königlich Preußischen Staatseisenbahnen (K.P.St.E.) betrieb es das damals größte Eisenbahnnetz der Welt.
Erster Minister war noch kurz Heinrich von Achenbach, danach weiterhin in Personalunion Albert von Maybach. Diese Minister blieben längere Zeit für die bisherigen Geschäftsbereiche zuständig, lediglich die nachgeordneten Strukturen wurden entflochten.
Nachdem die Preußische Staatsbahn (P.St.B.) ab 1. April 1920 in die Deutsche Reichsbahn (bis 1921 als Deutsche Reichseisenbahnen bezeichnet, ab 1924 die Deutsche Reichsbahn-Gesellschaft) integriert worden war, wurde das Ministerium durch Gesetz vom 15. August 1921 aufgelöst. Letzter Amtsinhaber war Rudolf Oeser, der spätere erste Generaldirektor der Deutschen Reichsbahn-Gesellschaft. Die Zuständigkeiten des Ministeriums – einschließlich der Rest-Zuständigkeiten für das Eisenbahnwesen – fielen weitgehend an das Handelsministerium zurück, das zu dieser Zeit die Bezeichnung Ministerium für Landwirtschaft, Domänen und für Forsten und für Handel und Gewerbe trug. Die staatliche Bauverwaltung wurde schließlich – wie in anderen deutschen Staaten bereits zuvor üblich – dem Finanzministerium angegliedert.